# Huit piliers du pays
 (janvier 2023).
Pilier de l'État (chinois : 柱国, également traduit par pilier du pays ou pilier de la nation) est un titre officiel de la Chine ancienne donné aux généraux qui avaient contribué au pays à travers des exploits exceptionnels au combat.   
Au cours de la dynastie des Wei occidentaux en Chine, huit généraux ont été désignés successivement comme « piliers de la nation » (柱国),  composant ainsi les « huit piliers du pays » (八柱国), à savoir : Yu Wentai, Yuan Xin, Li Hu, Li Bi, Zhao Gui, Yu Zhen, Doku Xin et Houmo Chenchong. Ces huit généraux furent retenus par la postérité comme les « huit piliers du pays »  au détriment des autres ayant obtenu cette distinction.

## Origine
Pendant la période des Royaumes combattants dans l'État de Chu, est apparu le titre officiel de « Grand général pilier de la nation » (上柱国). Il s'agissait du poste le plus élevé pour un officier militaire de l'État de Chu.

## Histoire
Au cours de la troisième année de Datong (537), dynastie des Wei occidentaux, l'empereur Wen a attribué à Yu Wentai le titre de « Grand général pilier du pays » (柱国大将军), appellation tombée en désuétude. Jusqu'à la 16e année de Datong, huit personnes avaient acquis la distinction de pilier du pays et furent connus sous le nom de « Huit piliers du pays ». Le titre continua d'être décerné pendant la dynastie de Zhou et de Sui.
Pendant la dynastie des Wei de l'Ouest, afin de mieux contrôler le territoire, Yu Wentai unit les familles aristocratiques du groupe de Guanlong, qui étaient composées des seigneurs de guerre et des aristocrates de la ville de Wuchuan. Les huit généraux sont issus de ce groupe. Ils ont donné lieu à une réforme du système militaire de la dynastie des Wei occidentaux et permis le renforcement de la puissance militaire de la dynastie pour lutter contre la puissante dynastie concurrente des Wei de l'Est.